# Филипп II (граф Невера)
Филипп II Бургундский (фр. Philippe de Bourgogne; октябрь 1389 — 25 октября 1415, Азенкур) — граф Неверский (1404—1415) и Ретельский (1406—1415), третий сын Филиппа II Смелого (1342—1404), герцога Бургундии (1363—1404), и Маргариты III Дампьер (1350—1405), графини Фландрии (1384—1405), Невера (1384—1385) и Ретеля (1384—1402), пфальцграфини Бургундской и Артуа (1384—1405). Младший брат Жана Бесстрашного (1371—1419), герцога Бургундии (1404—1419).

## Биография
Родился в городе Виллен-ан-Дюэмуа (Бургундия). В 1404 году после смерти бургундского герцога Филиппа II Смелого граф Неверский Жан Бесстрашный стал новым герцогом Бургундии, графом Фландрии, пфальцграфом Бургундии и Артуа. Жан Бесстрашный передал графство Невер во владение своему младшему брату Филиппу.
В 1406 году Филипп получил во владение графство Ретель от своего другого старшего брата, прежнего графа Ретельского Антуана Бургундского, который унаследовал герцогство Брабант, герцогство Лимбург и маркграфство Антверпен.
Филипп де Невер, в отличие от своего старшего брата, герцога Бургундского Жана Бесстрашного, сражался на стороне французов в Столетней войне против англичан. В 1415 году был посвящён в рыцари маршалом Франции Жаном II де Бусико. 25 октября 1415 года Филипп Неверский был одним из командующих основными силами французской армии в битве с англичанами при Азенкуре. Погиб в сражении и был похоронен в Эстеланском аббатстве (Ретель).

## Семья и дети
Филипп Бургундский, граф Неверский и Ретельский, был дважды женат. 23 апреля 1409 года в Суассоне он женился на Изабелле де Куси (1386—1411), дочери Ангеррана VII де Куси (1339/1342-1397), сеньора де Куси (1346—1397) и графа де Суассон (1367—1397), и Изабеллы Лотарингской (ум. 1409). Дети:
- Филипп (1410—1411/после 1415)
- Маргарита (1411—1411/1412)

20 июня 1413 года в Бомон-ан-Артуа вторично женился на Бонне д’Артуа (1396—1425), дочери Филиппа Артуа (1358—1397), графа д’Э (1387—1397), и Марии Овернской (1375—1434). Дети:
- Шарль I Бургундский (1414 — 25 мая 1464), граф Неверский и Ретельский (1415—1464)
- Жан II Бургундский (1415 — 25 сентября 1491), граф д’Этамп (1442—1465), граф Неверский и Ретельский (1464—1491), граф д’Э (1472—1477).

Также имел четырёх внебрачных детей.